# رابرت امت کین
رابرت اِمِت کین (انگلیسی: Robert Emmett Keane؛ ‏ ۴ مارس ۱۸۸۳ – ۲ ژوئیهٔ ۱۹۸۱) بازیگر اهل ایالات متحده آمریکا بود که در ۱۷۰ تا ۲۰۰ فیلم بازی کرد.

## گزیدهٔ فیلم‌شناسی
برخی از فیلم‌هایی که وی در آنها نقش‌آفرینی نموده، به شرح زیر است:
- شهرک پسرها
- زاده برای وحشی بودن
- اعترافات یک جاسوس نازی
- ماجراهای هاکلبری فین
- دختر خیابان پنجم
- آقای اسمیت به واشینگتن می‌رود
- لیلیان راسل
- شیطان و دنیل وبستر
- شیطان و خانم جونز
- سیرای مرتفع
- به شکار ارواح می‌رویم
- مردی که نمی‌میرد
- دیوانه‌خانه
- استادان رقص
- دیوانگان رقص
- سال‌های بی‌تابی
- سوت‌زن
- پیریت
- مرد دوچهره
- وقتی عزیزم به من لبخند می‌زند
- سانحه
- زندگی خودش